# Мирко Леви
Мирко Леви (Новска, 5. новембар 1920 - 2. септембар 2002. Београд) био је погонски машински инжењер и генерал-мајор Југословенске народне армије.

## Биографија
Рођен је 1920. у Новској од оца Емануела и мајке Каролине, рођене Кауфер. Основну школу завршио је у Новској, а гимназију у Винковцима. По завршеној гимназији уписао се на Машински факултет у Загребу. У току треће године студија затекао га је Други светски рат. Вратио се у Новску, одакле су га са породицом одвели у Јасеновачки логор. Побегао је после неколико дана захваљујући другу из гимназије који је био усташки војник у логору. Скривао се у адвентистичкој цркви, неколико месеци. Јануара 1942. пребацио се у партизане, где је био радио-телеграфиста. После рата остао је у војној служби у Загребу. Године 1949. прекомандован је у Београд, где је радио у фабрици мотора „21. мај”. У периоду 1952- 1961. био је директор војне фабрике прецизне механике „Зрак” у Сарајеву, са чином потпуковника. Док је радио у Сарајеву, одлазио је у Источну Немачку и сарађивао са фабриком „Карл-Цајс” из Јене. Од 1962-1963 био је у „Првој петолетци” у Трстенику, а од 1963-1975. радио је у Београду, у Војно-техничком институту, као пуковник. Касније је добио чин генерал-мајора. Пензионисан је 1974. Преминуо је у Београду 2002. године.